# Трубников, Виталий Валентинович
Виталий Валентинович Трубников (род. 21 марта 1963, Алексин, Тульская область) — российский психолог, кандидат психологических наук.

## Образование
1980—1984 — обучение на факультете педагогики и методики начального обучения Тульского государственного педагогического института им. Л. Н. Толстого (г. Тула)
1989—1993 — обучение на факультете истории и права Тульского государственного педагогического института им. Л. Н. Толстого (г. Тула)
1997—1998 — защита кандидатской диссертации на соискание степени кандидата психологических наук по специальности «Психология» на тему «Личностные аспекты школьной адаптации» в РАО Психологический институт (г. Москва)

## Дополнительное образование
1998 — Институт психотерапии, специализация — нейропсихология.

## Трудовая деятельность
1985—1993 — Директор-основатель Шелепенской экспериментальной школы-комплекса Алексинского района Тульской области
1993—1997 — Министерство иностранных дел РФ, Директор школы при Посольстве Российской Федерации в государстве Иран (г. Тегеран)
1997—2001 — Тульский государственный педагогический университет им. Л. Н. Толстого, Старший преподаватель кафедры психологии развития личности
2001—2005 — Московский государственный социальный университет при Правительстве РФ, Главный специалист Лаборатории психологического мониторинга
2006—2007 — Российская Академия государственной службы при Президенте РФ, Советник Центра оценки и аттестации государственных служащих
2009—2010 — Шеф-редактор журнала «Национальный имидж»
2009—2010 — Директор Национального института имиджевой политики
2016 — руководитель Центра психологического консультирования РГСУ.

## Семейное положение
Семейное положение: женат, имеет сына и дочь.

## Бизнес сфера
2014 г. — ООО «Целевые технологии», Председатель Наблюдательного Совета

## Преподавательская деятельность
2012 — Московский Государственный областной университет — профессор кафедры психологии развития и профессиональной деятельности;

## Награды
Лауреат Государственной педагогической премии им. Н. К. Крупской (1991)
Победитель конкурса «Учитель года — 92» (1992)

## Научная и общественная деятельность
Автор 45 публикаций, в том числе научных статей и коллективных монографий. Неоднократно принимал участие в международных и российских научно-теоретических и научно-практических симпозиумах, круглых столах, конференциях и форумах по информационной политике, культурно-образовательным аспектам национальной безопасности государственной имиджелогии («Геополитическая имиджелогия», «Имиджелогия высшей школы», «Педагогическая имиджелогия»).

## Особые сведения
- Консультант Федеральных органов государственной власти РФ по вопросам информационно-психологической безопасности;
- Разработчик авторских курсов:

- Дезактивация информационно-психологических воздействий в разнородных средах;
- Суггестивные аспекты стабилизации социальных сред;
- Активные методы суггестивной мотивации массового сознания;
- Методы адаптации массового сознания к символическому восприятию реальности;
- Автор суггестивно-психологического комплекса «Звуко-образное воздействие» («ЗОВ»).

## Публикации
- В. В. Трубников. Имидж российского образования в странах БРИК в условиях глобального кризиса: потенциал и проблемы консолидации / Материалы выступлений участников IX Международного социального конгресса 25-26 ноября 2009 г. — М.: Издательство РГСУ. — 2010. — 474 с.
- В. В. Трубников. Международный имидж высших учебных заведений в массовом сознании / Вестник МГОУ. Серия «Психологические науки» — № 3. — 2010. — М.:Издательство МГОУ. — 196 с.
- В. В. Трубников. Имидж российского образования / Ученые записки РГСУ. № 10(73) 2009.
- В. В. Трубников, Е. А. Петрова. Имидж и модернизация российского социального образования: инновационная стратегия развития социального образования / Материалы международного научно-педагогического социального конгресса 3-4 июня 2010 г. Специальный выпуск журнала «Человеческий капитал». — № 6.
- В. В. Трубников. Совладание с трудными жизненными ситуациями и проблемы вузовского образования. Актуальные проблемы современной молодежи: трудные жизненные ситуации и их преодоление / Материалы второй межвузовской научно-практической конференции 14 декабря 2006 года. Москва. / Под редакцией Е. А. Петровой. — М.: РИЦ ПИМ. — 2006. — 103 с.
- В. В. Трубников, Е. А. Петрова. Имидж и молодежь: особенности социализации современной молодежи / Сборник научных статей под редакцией И. А. Панарина. — Барнаул. — 2007. — 92 с.
- В. В. Трубников. Восприятие имиджа вуза студентами разных факультетов /Ученые записки Алтайского факультета Сибирской академии государственной службы. — Выпуск № 2. — Барнаул. — 2005. — 96 с.
- В. В. Трубников. Имидж вузы как социально-психологическое явление / Ученые записки Алтайского факультета Сибирской академии государственной службы. — Выпуск № 2. — Барнаул. — 2006. — 102 с.
- В. В. Трубников. Педагогическая имиджелогия: тексты / М.: Академия имиджелогии. — 2008. — 194 с.
- В. В. Трубников. Международный имидж российского образования: проблемы высшей школы и пути решения / Имиджелогические чтения. Т.5. / Под редакцией Е. А. Петровой. Т. 2. — М.: РИЦ АИМ. — 2009. — 112 с.
- В. В. Трубников. Имидж высшего образования в массовом сознании. Человек в эпоху глобализации: сборник научных статей / Под редакцией И. А. Панарина. — Барнаул. — 2006. — 90 с.
- В. В. Трубников. Безопасность вузовской среды как проблема российского образования. О роли государства в современной молодежной политике: сборник научных статей / Под редакцией И. А. Панарина. — Барнаул. — 2007. — 92 с.
- В. В. Трубников. Международный имидж российского образования. Академия имиджелогии 2016 г / монография /